# Benito Floro
Benito Floro (født 2. juni 1952) er en spansk fodboldtræner. Han var i perioden 2013-2016 træner for Canadas fodboldlandshold og har tillige været træner for Real Madrid.